# Cis nikkoensis
Cis nikkoensis is een keversoort uit de familie houtzwamkevers (Ciidae). De wetenschappelijke naam van de soort werd in 1960 gepubliceerd door Nobuchi.